# 두 얼굴의 사나이 헐크 (1978년 TV 시리즈)
《두 얼굴의 사나이 헐크》(영어: The Incredible Hulk)는 CBS에서 1977년 11월 4일부터 1982년 5월 12일까지 방영한 미국 텔레비전 시리즈이다.

## 한국 방영
한국에서는 TBC 동양방송에서 처음 《두 얼굴을 가진 사나이》로 방송했으며, 1980년 KBS에서 TBC를 인수함에 따라 KBS 1TV에서 이어받아 《두 얼굴의 사나이》로 송출하였다. 2004년부터 CNTV에서 《두 얼굴의 사나이 헐크》로 방영하였다.

## 출연진
- 빌 빅스비 - 데이비드 브루스 배너 박사 역
  - 루 퍼리그노 - 헐크 역
    - 테드 캐시디 - 헐크 목소리 역 (시즌 1-2)
    - 찰스 네이피어 - 헐크 목소리 역 (시즌 2-5)
- 잭 콜빈 - 잭 맥기 역
- 월터 브룩 - 마크 로버츠 역 (시즌 3-4)